# Криттенден (Кентуккі)
Криттенден (англ. Crittenden) — місто (англ. city) в США, в окрузі Грант штату Кентуккі. Населення — 4023 особи (2020).

## Географія
Криттенден розташований за координатами 38°47′19″ пн. ш. 84°36′7″ зх. д. / 38.78861° пн. ш. 84.60194° зх. д. (38.788480, -84.601926).  За даними Бюро перепису населення США в 2010 році місто мало площу 8,88 км², з яких 8,81 км² — суходіл та 0,07 км² — водойми.

## Демографія
Згідно з переписом 2010 року, у місті мешкало 3815 осіб у 1302 домогосподарствах у складі 994 родин. Густота населення становила 430 осіб/км².  Було 1448 помешкань (163/км²).
Расовий склад населення:
| - 96,7 % — білих - 0,8 % — чорних або афроамериканців - 0,3 % — корінних американців - 0,2 % — вихідців з тихоокеанських островів - 0,2 % — азіатів |

До двох чи більше рас належало 1,1 %. Частка іспаномовних становила 1,8 % від усіх жителів.
За віковим діапазоном населення розподілялося таким чином: 32,2 % — особи молодші 18 років, 62,0 % — особи у віці 18—64 років, 5,8 % — особи у віці 65 років та старші. Медіана віку мешканця становила 30,0 року. На 100 осіб жіночої статі у місті припадало 93,5 чоловіків;  на 100 жінок у віці від 18 років та старших — 90,2 чоловіків також старших 18 років.
Середній дохід на одне домашнє господарство  становив 50 525 доларів США (медіана — 42 336), а середній дохід на одну сім'ю — 51 062 долари (медіана — 41 523). Медіана доходів становила 36 771 долар для чоловіків та 28 698 доларів для жінок. За межею бідності перебувало 18,5 % осіб, у тому числі 23,9 % дітей у віці до 18 років та 7,9 % осіб у віці 65 років та старших.
Цивільне працевлаштоване населення становило 1492 особи. Основні галузі зайнятості: виробництво — 18,4 %, роздрібна торгівля — 15,1 %, освіта, охорона здоров'я та соціальна допомога — 14,3 %.